# Zongoralecke
A Zongoralecke (The Piano) 1993-ban bemutatott ausztrál, új-zélandi és francia koprodukcióban készült film, Holly Hunter, Harvey Keitel és Anna Paquin főszereplésével. A film rendezője és forgatókönyvírója Jane Campion.

## Történet
Ada hatéves kora óta néma. Érzelmeit zene útján képes kifejezni, neki köszönhetően tud kapcsolatot tartani a külvilággal. Sikertelen házassága után Ada és kislánya jövője kilátástalannak tűnik. Amikor az apja talál neki Új Zélandon egy új férjjelöltet, és levél útján „hozzáadja” a lányát, Adának kilencéves lányával és egyetlen barátjával – a zongorájával – el kell hagynia Skóciát.
A férjről kiderül, hogy egy nyers telepes, aki nem osztja újdonsült felesége zeneimádatát, és 40 hektár földért cserébe eladja a zongorát szomszédjának George Baines-nak, aki a maorik közé beilleszkedett leszerelt tengerész.
A magányos és kétségbeesett Ada mindenáron vissza akarja szerezni a hangszert. Az új tulajdonos azonban különös árat szab: annyi zongoraleckét kér cserébe Adától, mint ahány fekete színű billentyű van a zongorán. A kezdeti gyanakvás apránként rokonszenvvé, majd barátsággá, és forró, szenvedélyes viszonnyá válik.

## Szereplők
| Szereplő         | Színész         | Magyar hang        |
| ---------------- | --------------- | ------------------ |
| Ada McGrath      | Holly Hunter    | Kisfalvi Krisztina |
| George Baines    | Harvey Keitel   | Végvári Tamás      |
| Alisdair Stewart | Sam Neill       | Ujréti László      |
| Flora McGrath    | Anna Paquin     | Molnár Ilona       |
| Morag nagymama   | Kerry Walker    | Máthé Erzsi        |
| Nessie           | Genevieve Lemon | Detre Annamária    |
| Hira             | Tungia Baker    | Bessenyei Emma     |
| tiszteletes      | Ian Mune        | Csurka László      |
| Mana             | Cliff Curtis    |                    |

## Jelentősebb díjak és jelölések
Oscar-díj (1994)
- díj: legjobb női főszereplő – Holly Hunter
- díj: legjobb eredeti forgatókönyv – Jane Campion
- díj: legjobb női mellékszereplő – Anna Paquin
- jelölés: legjobb film – Jan Chapman
- jelölés: legjobb rendező – Jane Champion
- jelölés: legjobb fényképezés – Stuart Dryburgh
- jelölés: legjobb vágás – Veronika Jenet
- jelölés: legjobb kosztümtervező – Janet Patterson

Golden Globe-díj (1994)
- díj: legjobb drámai színésznő – Holly Hunter
- jelölés: legjobb rendező – Jane Campion
- jelölés: legjobb eredeti filmzene – Michael Nyman
- jelölés: legjobb film – dráma
- jelölés: legjobb forgatókönyv – Jane Campion
- jelölés: legjobb női mellékszereplő – Anna Paquin

Cannes-i fesztivál (1993)
- díj: Legjobb női alakítás díja – Holly Hunter
- díj: Arany Pálma – Jane Campion (megosztott díj a Isten veled, ágyasom! c. filmmel)